# Staurastrum brevispinum
Staurastrum brevispinum là một loài Song tinh tảo trong họ Desmidiaceae, thuộc chi Staurastrum.